# Skupina dubů zimních
Skupina dubů zimních jsou dva památné stromy v Palvínově, západně od Hartmanic. První roste na křižovatce cesty z Palvínova do Kundratic a silnice z Hartmanic do Palvínova, druhý o 100 metrů dál vlevo od cesty do Kundratic. Duby zimní (Quercus petraea (Mattuschka) Liebl.) rostou v nadmořské výšce 665 metrů. První dub má korunu nasazenou ve třech metrech a kmen průběžný, druhý dub má korunu nízko nasazenou, doširoka se větvící, členitou. Stromy jsou chráněny od 8. prosince 1995 pro svůj estetický vzhled.

## Památné stromy v okolí
- Lípa ve Vatětické aleji
- Palvínovská alej
- Palvínovská lípa
- Skupina dubů ve Sloním údolí
- Skupina stromů v zámeckém parku
- Vatětická lípa
- Vatětický jasan
- Vatětický javor
- Vatěticko-mouřenecká alej
- Zámecký klen

## Galerie

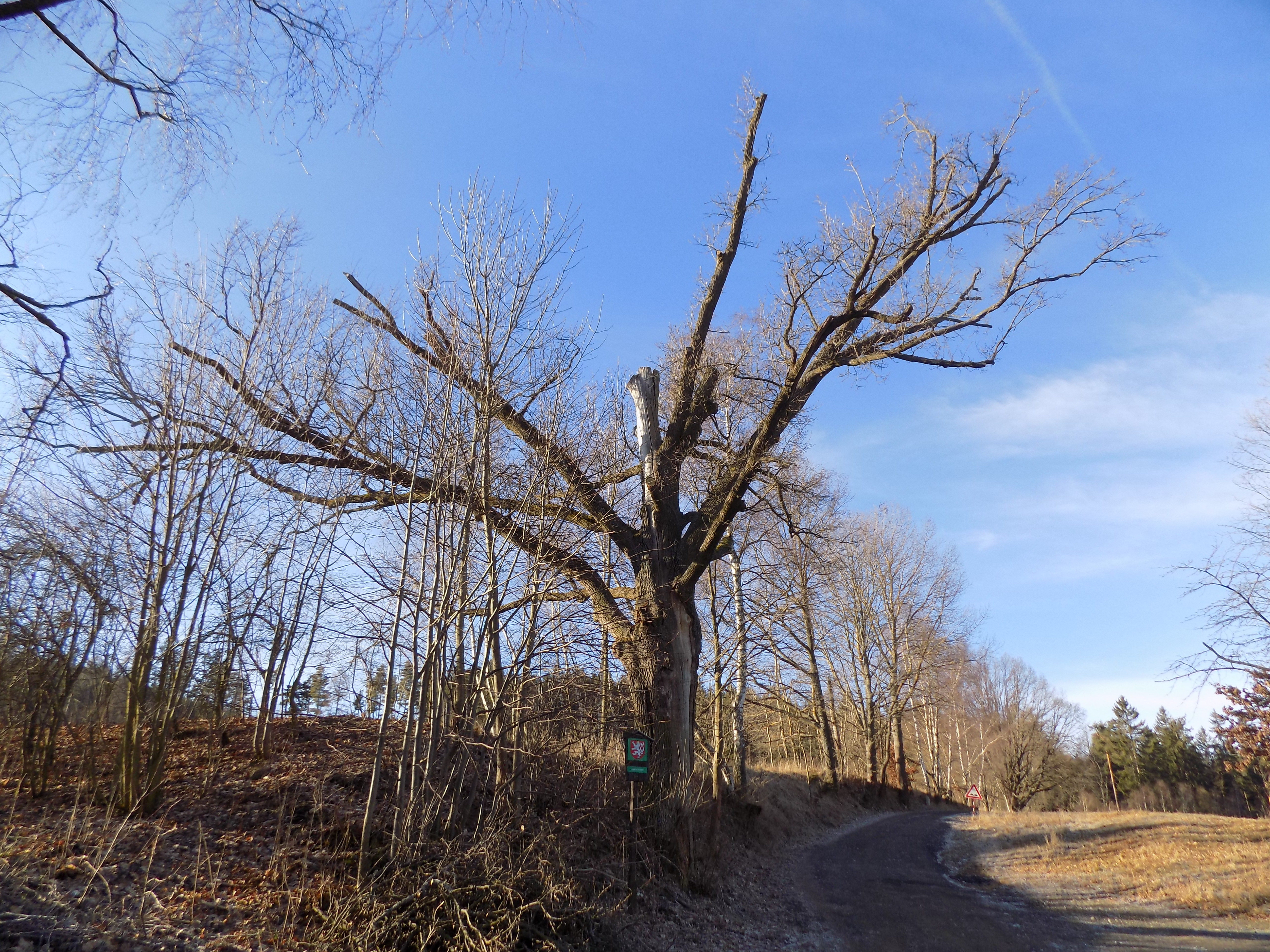
První dub
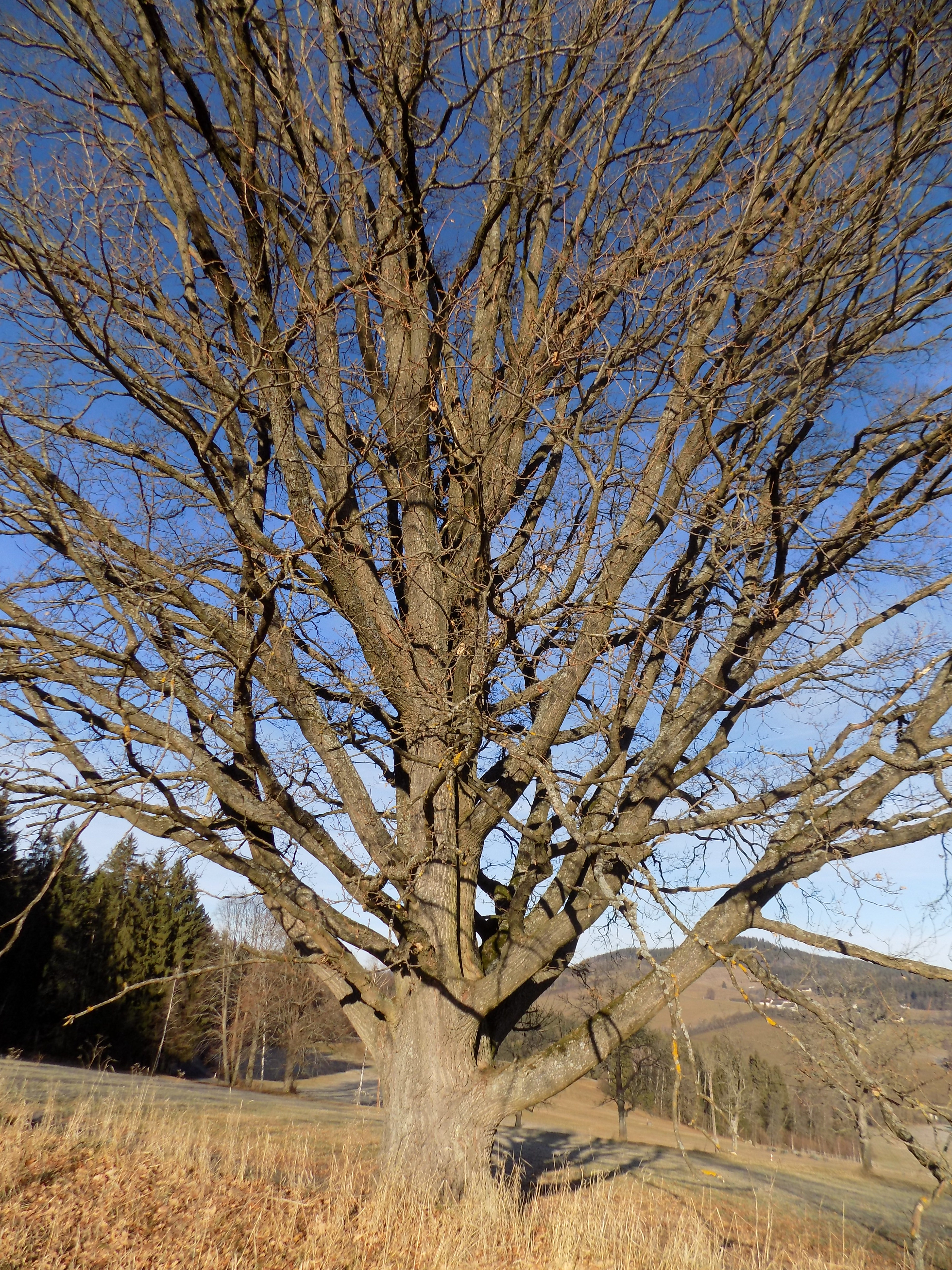
Druhý dub